# فرانسوا بلانچی
فرانسوا بلانچی (انگلیسی: François Blanchy; ۱۲ دسامبر ۱۸۸۶ – ۲ اکتبر ۱۹۶۰) یک تنیس‌باز اهل فرانسه بود.